# Plumularia procumbens
Plumularia procumbens is een hydroïdpoliep uit de familie Plumulariidae. De poliep komt uit het geslacht Plumularia. Plumularia procumbens werd in 1891 voor het eerst wetenschappelijk beschreven door Spencer. 